# キャンプ茅ヶ崎
キャンプ茅ヶ崎（キャンプちがさき）は、神奈川県茅ヶ崎市にあった在日米軍の陸軍施設。

## 経緯
- 1945年（昭和20年）5月 - 海軍が、後に本施設の一部となる南湖院を接収。
- 1946年（昭和21年）8月 - 旧南湖院を連合国が接収し、アメリカ陸軍第8軍第95軽戦車中隊が駐屯する。
- 1952年（昭和27年）7月26日 - 日本国とアメリカ合衆国との間の安全保障条約第3条に基く行政協定第2条により、旧JPNR4125および510であった施設をFAC（施設）番号3082、施設名をキヤンプ茅ケ崎、在日米軍の無期限使用施設（茅ヶ崎市柳島所在）とした[1]。
- 1956年（昭和31年）
  - 1月17日 - 土地建物の一部（旧南湖院部分）を返還する[2]。
  - 5月29日 - 日米政府間協定を改定し、FAC（施設）番号を3082-01とし、1956年1月17日に一部返還したことを、日米政府間で同意する[2]。
- 1957年（昭和32年）11月15日 - 土地建物の一部（茅ヶ崎12893-3、-4、12894-5、-8）を返還する[3]。
- 1958年（昭和33年）
  - 2月21日 - 日米政府間協定を改定し、FAC（施設）番号を3082-02とし、1957年11月15日に一部返還したことを、日米政府間で同意する[3]。
  - 9月26日 - 日米政府間協定を改定し、FAC（施設）番号を3082とする[4]。
- 1961年（昭和36年）
  - 3月31日 - 使用解除となる[5]。土地:約10,397.02m2、建物:約310.74m2。

この時点で使用解除となったため、以下は、日米地位協定上の、事務処理上の経緯となる。
  - 4月19日 - 日米地位協定第2条に基づき、施設名を茅ケ崎通信所へ変更する[6]。
- 1962年（昭和37年）2月9日 - 日米地位協定第2条に基づき、1961年3月31日付けでの使用解除が決定する[5]。